# Трентон (Тенеси)
Трентон (енгл. Trenton) град је у америчкој савезној држави Тенеси.

## Демографија
По попису из 2010. године број становника је 4.264, што је 419 (-8,9%) становника мање него 2000. године.
| Група             | 2000.         | 2010.         |
| Белци             | 3.019 (64,5%) | 2.712 (63,6%) |
| Афроамериканци    | 1.530 (32,7%) | 1.337 (31,4%) |
| Азијати           | 12 (0,3%)     | 9 (0,2%)      |
| Хиспаноамериканци | 80 (1,7%)     | 116 (2,7%)    |
| Укупно            | 4.683         | 4.264         |